# Legends of Might and Magic
Legends of Might and Magic – gra komputerowa z gatunku first-person shooter, wyprodukowana przez New World Computing i wydana w 2001 roku przez 3DO. Należy do serii Might and Magic i jest nastawiona głównie na rozgrywkę wieloosobową. Legends of Might and Magic posiada pewne cechy klasycznej gry fabularnej – postacie w miarę walki rozwijają swoje umiejętności.